# Mission (Texas)
Mission város az Amerikai Egyesült Államok Texas államában, Hidalgo megyében. Lakosainak száma 85 778 fő (2020. április 1.).

## Népesség
A település népességének változása:
| Lakosok száma | 77 058 | 80 452 | 85 778 |
|               | 2010   | 2012   | 2020   |